# Dithiothréitol
Pour les articles homonymes, voir DTE (homonymie) et DTT.
Le dithiothréitol (DTT) est une petite molécule redox, également connue sous le nom de réactif de Cleland. Sa formule brute est C4H10O2S2. La structure moléculaire de la forme réduite de ce composé est indiquée ci-contre. À l'état oxydé, il se cyclise en formant un pont disulfure intramoléculaire (voir figure plus bas). Le préfixe dithio- indique qu'il s'agit d'un analogue soufré du thréitol, un dérivé du thréose, sucre à quatre carbones (tétrose). Le DTT possède un composé « jumeau », le dithioérythritol (DTE), épimère du DTT dérivé de l'érythrose.
Son pouvoir réducteur sur les thiols en fait un réactif très utilisé en biochimie pour empêcher l'oxydation des cystéines dans les protéines.

## Action réductrice
Le DTT est un agent réducteur fort, dont l'efficacité résulte de sa propension à former un cycle à six atomes avec un pont disulfure interne. Son potentiel redox est de -0,33 V à pH 7. La réduction d'un pont disulfure procède par un mécanisme séquentiel en deux étapes, comme illustré ci-dessous. L'intermédiaire avec un pont disulfure mixte est peu stable, car le second thiol du DTT a une forte tendance à refermer le cycle, donnant ainsi le DTT oxydé et deux thiols libres à la place du pont disulfure initial.
L'action réductrice du DTT s'exerce essentiellement à pH supérieur à 7, dans la mesure où c'est la forme thiolate, -S−, qui est réactive, et pas la forme protonée, -SH. Le pKa des thiols est typiquement de l'ordre de 8,3.

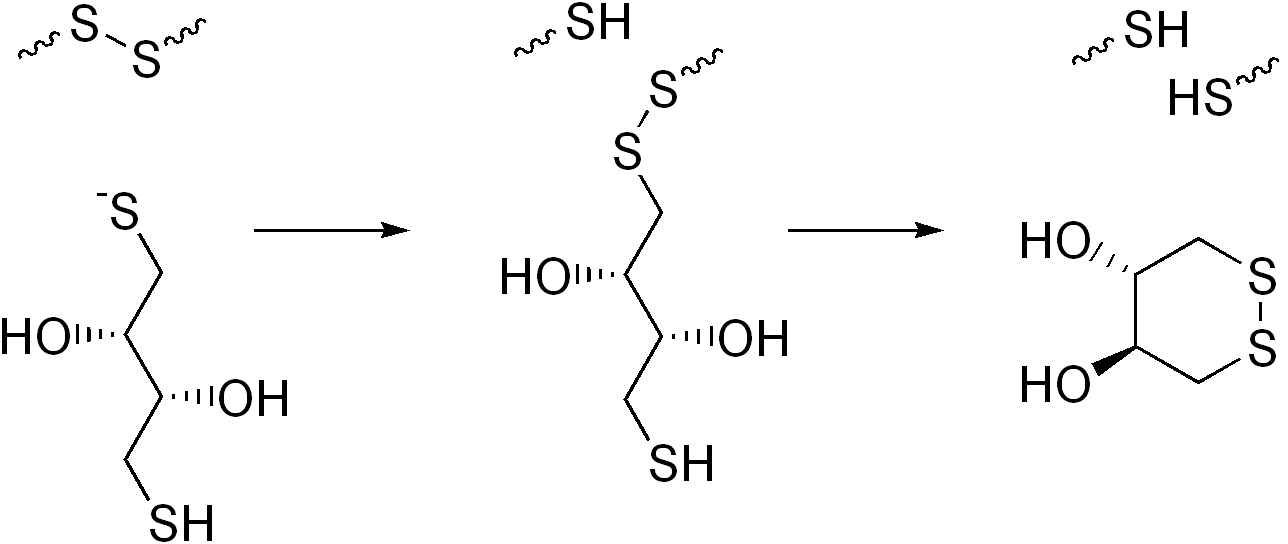
Reduction d'un pont disulfure par le DTT.

## Applications
Le DTT est utilisé principalement pour réduire les ponts disulfures des protéines, et, plus généralement, pour prévenir la formation de ponts disulfures intramoléculaires et intermoléculaires. Cependant, le DTT ne peut réduire les ponts disulfures enfouis (inaccessibles au solvant), à moins d'utiliser des conditions dénaturantes.

## Propriétés
Le DTT en solution aqueuse est relativement instable, car il est sensible à l'oxydation par le dioxygène de l'air. Il doit être conservé congelé ou sous atmosphère inerte. Les solutions concentrées de DTT dégagent une légère odeur désagréable de pourri, caractéristique des produits contenant des thiols. Celle-ci est cependant beaucoup moins forte que celle du 2-mercaptoéthanol, un autre réactif utilisé en biochimie pour réduire les ponts disulfures.

## Molécules apparentées
- Dithioérythritol.
- 2-Mercaptoéthanol.
- Tris(2-carboxyéthyl)phosphine HCl (TCEP).